# 桑嶋裕
桑嶋 裕（くわしま ひろし）は、江戸時代の御家人。

## 略歴
清水徳川家家臣横尾道益（名は不詳）の子として生まれる。江戸幕府の御家人であり、江戸城の馬医であった忠真は男子に恵まれず、最初に養子に迎えた忠順が忠真に先立って病死してしまったため、忠真の娘と結婚し、その婿養子となった。
安永3年（1774年）12月22日に徳川家斉に初めて謁見し、安永4年（1775年）4月7日に江戸城の馬医見習いとなる。天明6年（1786年）11月7日、養父忠真の死と共に家督を継ぎ馬医となる。この時45歳。
文化9年（1812年）に隠居して家督を譲り、その3年後の文化12年（1815年）に病死した。
晩年には、桑嶋家の祖先である岡本保忠の先祖供養を望み、下野国塩谷郡泉郷を支配した時代の岡本家の菩提寺である鏡山寺に寄進を行い、その死後の天保7年（1836年）に保忠と岡本家の祖先の新たな墓石が建立されている。